# Ludmila Dušková
Ludmila Dušková, Ludmila Dušková-Malátová (16. května 1932, Oldřichov u Duchcova – 24. června 2010, Praha), byla česká překladatelka a nakladatelská redaktorka. Jejím manželem byl český překladatel a básník Václav Daněk.

## Život
Maturovala v roce 1950 na gymnáziu v České Lípě. Poté studovala češtinu a ruštinu na Filosofické fakultě University Karlovy (1950–1952) a později na Filosofické fakultě Masarykovy univerzity v Brně (1952–1955). Roku 1954 nastoupila jako redaktorka do Státního nakladatelství krásné literatury, hudby a umění (později Státní nakladatelství krásné literatury a umění, později Odeon), kde pracovala až do odchodu do důchodu v roce 1991.
O svém vztahu k ruské literatuře prohlásila následující: "Ruská literatura je pro mě nejkonfliktnější; žádná jiná neměla takovou sílu opozice a bolesti. Nejen v sovětské éře, ale již v 18. a 19. století se nejkvalitnější literatura vytvářena za strašného odporu vůči režimu. Trvalo to až do konce 20. století a trápí je to dodnes…"

## Dílo
Přeložila díla spisovatelů:
- Vasilij Pavlovič Aksjonov
- Leonid Nikolajevič Andrejev
- Isaak Emmanuelovič Babel
- Michail Bulgakov
- Jevgenij Alexandrovič Jevtušenko
- Valentin Petrovič Katajev
- Viktor Viktorovič Koněckij
- Julij Zusmanovič Krelin
- Vladimir Semjonovič Makanin
- Osip Mandelštam
- Naděžda Mandelštamová
- Vladimir Nabokov
- Sergej Konstantinovič Nikitin
- Bulat Okudžava
- Alexandr Solženicyn

### Zajímavost
Ludmila Dušková propůjčila své jméno k publikování překladatelům, kteří v době normalizace nesměli publikovat, šlo o Josefa Sedláka a překladatelku Libuši Kozákovou.